# Plussulien
Plussulien [plysyljɛ̃] est une commune du département des Côtes-d'Armor, dans la région Bretagne, en France.

## Géographie

### Localisation
Plussulien est située à une quarantaine de kilomètres au sud-ouest de Saint-Brieuc.
La commune fait partie du territoire breton traditionnel du pays Fañch.

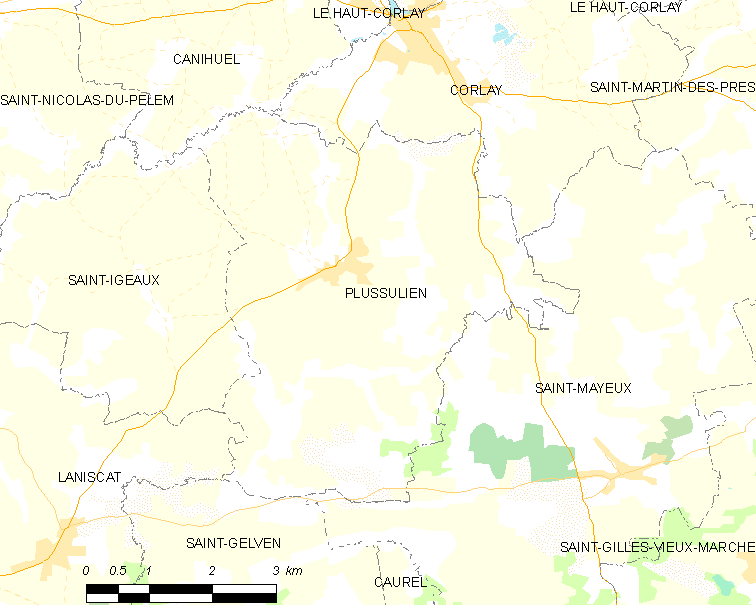
Carte de Plussulien et des communes avoisinantes.

| Canihuel     | Corlay               |              |
| Saint-Igeaux | Plussulien           | Saint-Mayeux |
|              | Bon Repos sur Blavet |              |

### Relief et hydrographie
La commune est vallonnée. L'altitude est comprise entre 152 et 305 mètres. L'altitude la plus élevée est dans l'angle sud-est du finage communal, au sud du site archéologique de Quelfennec, à la limite avec la commune voisine de Saint-Mayeux ; la pente est face au nord dans la partie méridionale du territoire communal jusqu'à la vallée du Daoulas, qui traverse du nord-est au sud-ouest le tiers sud de la commune, formant aussi un temps la limite avec Saint-Mayeux. Cet affluent de rive gauche du Blavet, dont la source est en Saint-Mayeux, est à environ 205 mètres d'altitude à son entrée dans la commune et à 185 mètres à sa sortie ; c'est nettement plus en aval, sur le territoire de la commune nouvelle de Bon-Repos-sur-Blavet, à la limite entre les anciennes communes fusionnées de Laniscat et Saint-Gelven, qu'il forme des gorges spectaculaires (gorges du Daoulas), sa vallée n'est que modérément encaissée d'une trentaine de mètres et sans pente très forte de ses versants dans la traversée de la commune de Plussulien.
Les deux-tiers nord de la commune forment un plateau légèrement bosselé dont l'altitude avoisine généralement 200 mètres, en légère pente vers l'ouest (225 mètres au nord du hameau de Pluzérec, à la limite de la commune de Corlay et 180 mètres environ vers le nord-ouest de la commune, par exemple aux alentours du hameau de Pen-ar-Prat, proche de la limite communale avec Saint-Igeaux, le bourg étant à une altitude de 210 mètres. La rivière de Corlay, affluent de rive gauche du Sulon et sous-affluent du Blavet, forme pour partie la limite nord de la commune (avec Canihuel) : ce cours d'eau est à environ 160 mètres à son entrée dans la commune, et à 153 mètres à sa sortie de la commune, dont c'est le point le plus bas.
| - Carte topographique de la commune de Plussulien. |

### Hydrographie
Pour un article plus général, voir Réseau hydrographique des Côtes-d'Armor.
La commune est située dans le bassin Loire-Bretagne. Elle est drainée par le Corlay et le Daoulas,.
Le Corlay, d'une longueur de 17 km, prend sa source dans la commune du Haut-Corlay et se jette  dans le Sulon à Saint-Nicolas-du-Pélem, après avoir traversé six communes. 

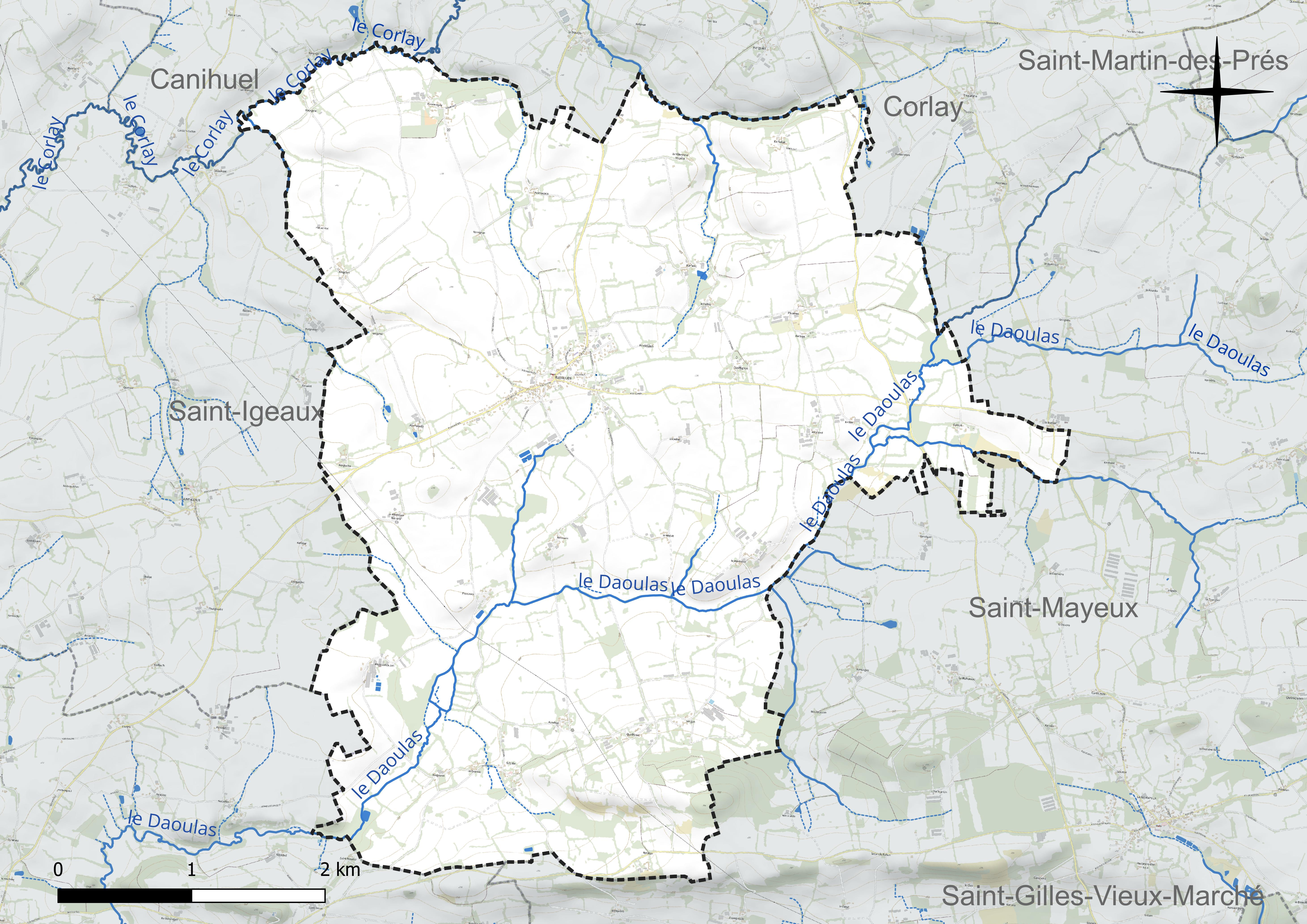
Réseau hydrographique de Plussulien.

Le Daoulas, d'une longueur de 19 km, prend sa source dans la commune de Saint-Mayeux et se jette  dans le canal de Nantes à Brest à Bon Repos sur Blavet. 

### Climat
Pour des articles plus généraux, voir Climat de la Bretagne et Climat des Côtes-d'Armor.
En 2010, le climat de la commune est de type climat océanique franc, selon une étude du CNRS s'appuyant sur une série de données couvrant la période 1971-2000. En 2020, Météo-France publie une typologie des climats de la France métropolitaine dans laquelle la commune est exposée à un climat océanique et est dans la région climatique Finistère nord, caractérisée par une pluviométrie élevée, des températures douces en hiver (6 °C), fraîches en été et des vents forts. Parallèlement l'observatoire de l'environnement en Bretagne publie en 2020 un zonage climatique de la région Bretagne, s'appuyant sur des données de Météo-France de 2009. La commune est, selon ce zonage, dans la zone « Intérieur », exposée à un climat médian, à dominante océanique.
Pour la période 1971-2000, la température annuelle moyenne est de 11 °C, avec une amplitude thermique annuelle de 12,1 °C. Le cumul annuel moyen de précipitations est de 988 mm, avec 15,3 jours de précipitations en janvier et 7,7 jours en juillet. Pour la période 1991-2020, la température moyenne annuelle observée sur la station météorologique la plus proche, située sur la commune de Kerpert à 11 km à vol d'oiseau, est de 10,8 °C et le cumul annuel moyen de précipitations est de 1 088,9 mm,. Pour l'avenir, les paramètres climatiques de la commune estimés pour 2050 selon différents scénarios d'émission de gaz à effet de serre sont consultables sur un site dédié publié par Météo-France en novembre 2022.

### Transports
Plussulien est à l'écart des grands axes de circulation. La commune est desservie principalement par la RD 44, qui vient côté nord de Corlay et se dirige côté sud-ouest vers Saint-Igeaux et Laniscat ; cette route croise dans le bourg la RD 50, qui vient de l'est et se dirige vers le nord-ouest.

### Paysages et habitat
Le pauysage agraire traditionnel est le bocage avec un habitat dispersé en écarts formés de hameaux ("villages") et fermes isolées. Éloignée des grands centres urbains, la commune a conservé son caractère rural et n'est pas concernée par la rurbanisation. Tout au plus peut-on remarquer que le bourg, en situation centrale dans la commune, s'est étiré en longueur depuis les Trente Glorieuses, principalement en direction du sud-ouest, le long de la RD 44.

## Urbanisme

### Typologie
Au 1er janvier 2024, Plussulien est catégorisée commune rurale à habitat très dispersé, selon la nouvelle grille communale de densité à 7 niveaux définie par l'Insee en 2022.
Elle est située hors unité urbaine et hors attraction des villes,.

### Occupation des sols
L'occupation des sols de la commune, telle qu'elle ressort de la base de données européenne d’occupation biophysique des sols Corine Land Cover (CLC), est marquée par l'importance des territoires agricoles (97,3 % en 2018), une proportion identique à celle de 1990 (97,3 %). La répartition détaillée en 2018 est la suivante :
terres arables (64,7 %), prairies (21,4 %), zones agricoles hétérogènes (11,1 %), zones urbanisées (1,6 %), forêts (1,1 %). L'évolution de l’occupation des sols de la commune et de ses infrastructures peut être observée sur les différentes représentations cartographiques du territoire : la carte de Cassini (XVIIIe siècle), la carte d'état-major (1820-1866) et les cartes ou photos aériennes de l'IGN pour la période actuelle (1950 à aujourd'hui).

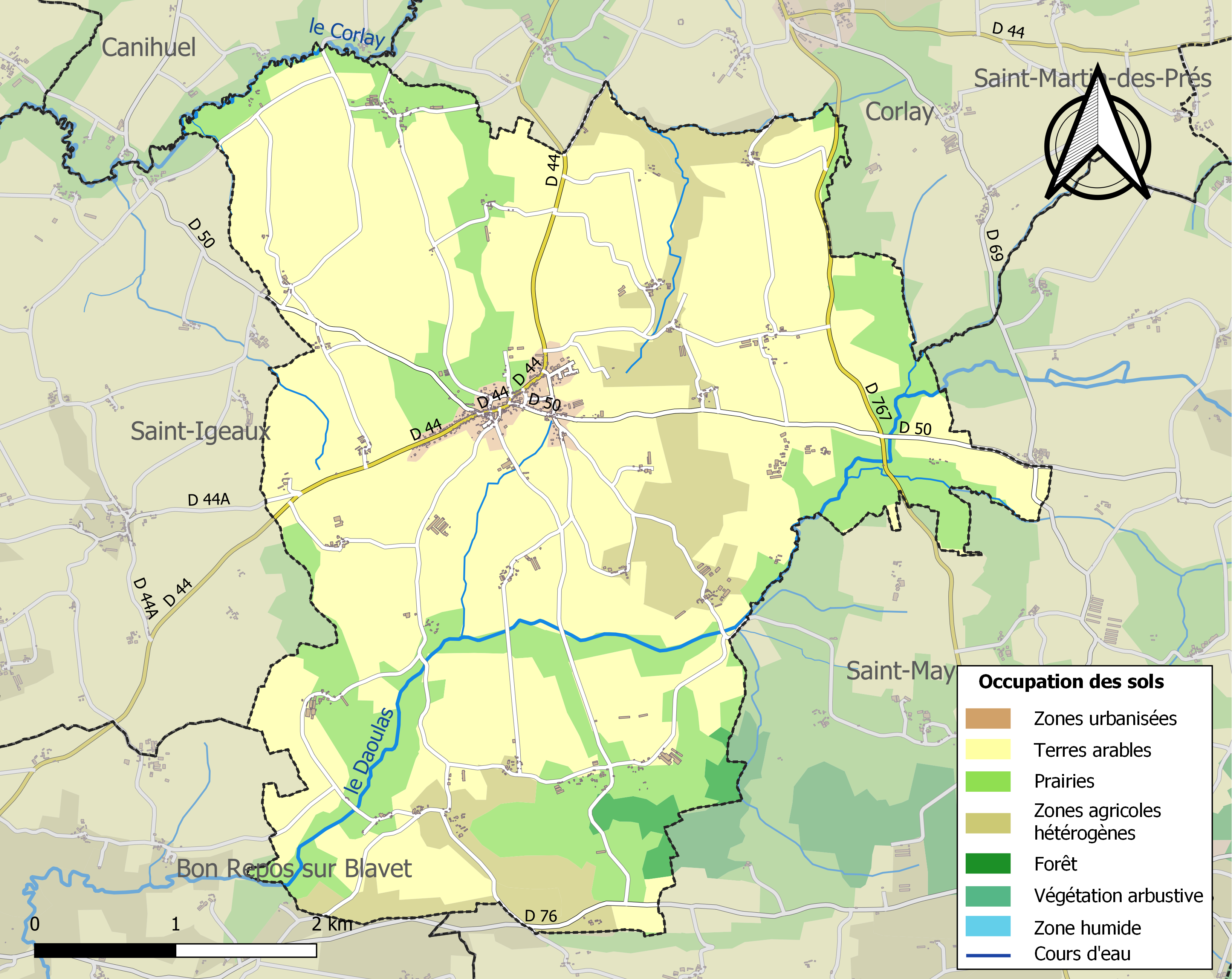
Carte des infrastructures et de l'occupation des sols de la commune en 2018 (CLC).

## Toponymie
Le nom de la localité est attesté sous les formes Ploeu Sulian en 1161, Plusulian en 1195, Plebs Sulian en 1235, Santus Julianus en 1245, Ploesulian en 1249, Plusulian en 1288, Parochia de Ploessulianen 1288, Plussulian en 1289, Plusulian en 1307, Ploesulyan vers 1330 et en 1368, Ploesulien en 1426, 1536 et en 1574, Plusullien en 1685, Plussulien en 1690.
Plussulien vient du breton ploe (paroisse) et de « saint Sulian ou saint Suliac », parfois confondu avec saint Julien,.
Certains noms de lieux-dits évoquent des faits dont l'histoire n'a pas gardé de traces écrites, par exemple
« Hellès » (du vieux-breton hen-lès « vieux-château »), « Lispellan » (autre composé en  lès), « Bourgerel » (« lieu fortifié ») ou encore « Le Clandi » (du breton klanv-di « maladrerie, léproserie »).

## Histoire

### Préhistoire

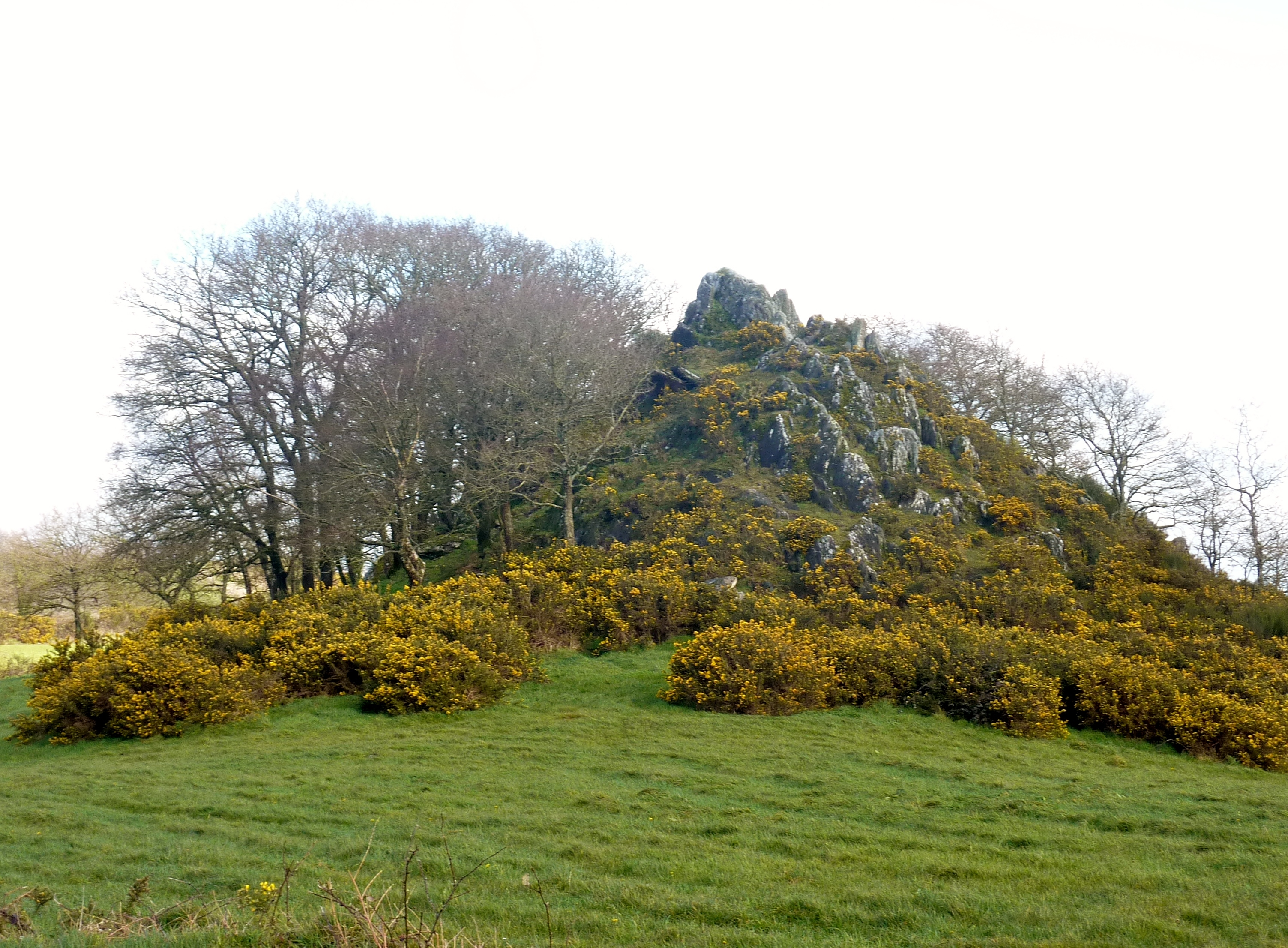
Plussulien : le site néolithique de Quelfennec, vue d'ensemble.

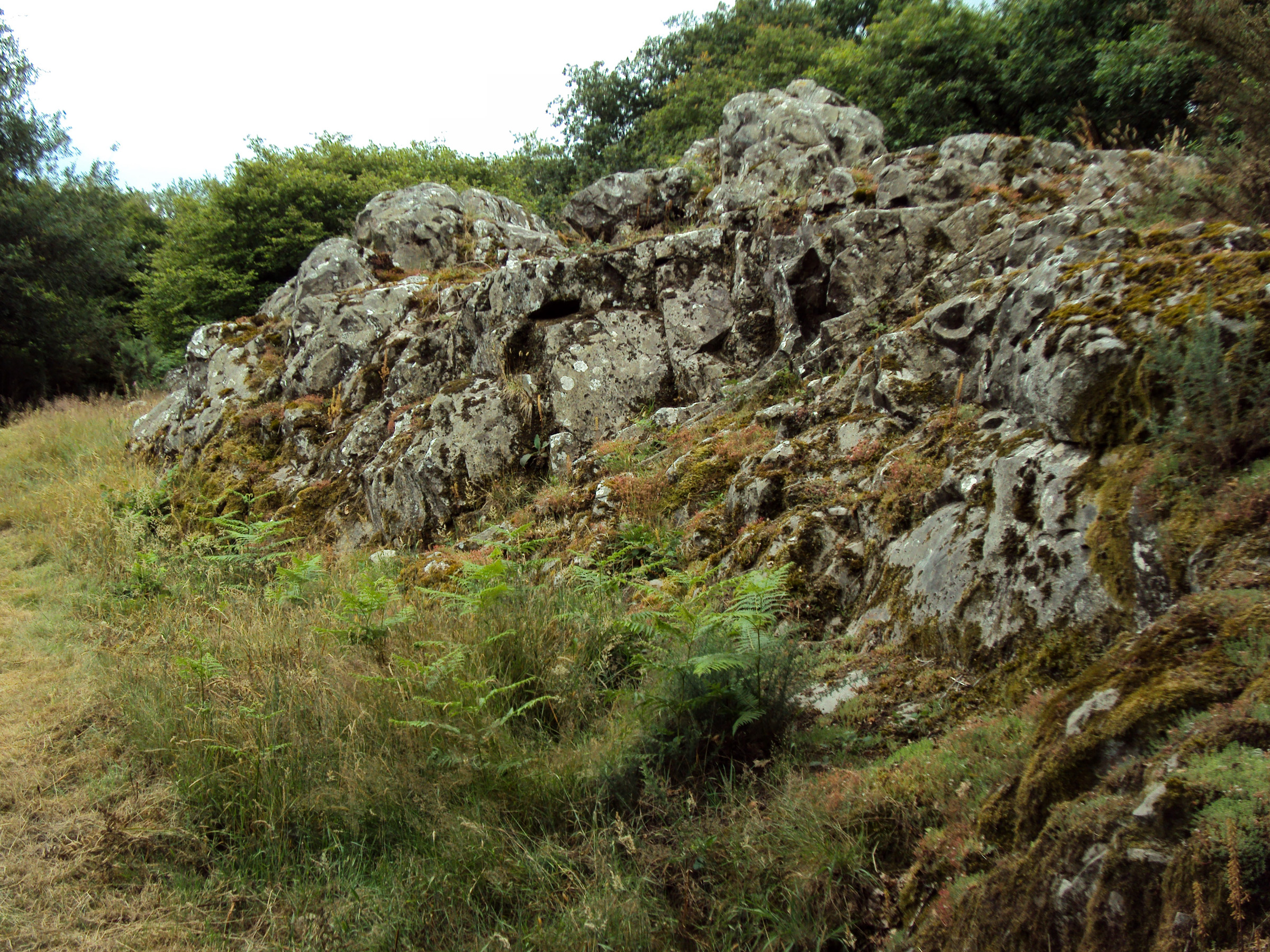
Le site de Quelfennec à Plussulien - Carrière de pierre exploitée au Néolithique : vue rapprochée.

Le site de Quelfennec, découvert en 1964 par l'archéologue Charles-Tanguy Le Roux, fut exploité sur une durée de plus d'un millénaire en quatre phases successives de 3 700 av. J.-C jusque vers 2 400 av. J.-C.. On y exploitait un gisement de dolérite pour la fabrication des haches polies du type « hache à bouton » dénommées ainsi en raison de leur terminaison circulaire. Dans un premier temps, des ébauches allongées étaient dégagées des blocs de la roche naturelle. Dans un second temps, les ébauches étaient retouchées par martelage avec un percuteur de pierre. Enfin, elles étaient polies afin d'en affuter le tranchant et de leur donner un brillant caractéristique. Ces haches, dont on se servait à l'époque pour mener à bien des travaux de déforestation permettant l'extension des domaines de culture agricole, furent très renommées. Les haches de Quelfennec ont été retrouvées dans tout l'ouest de la France, dans les Alpes et les Pyrénées, et même sur le Rhin et en Angleterre, preuve de leur grande valeur.
Le menhir de Kerjégu, érigé à 300 mètres au sud du site de Quelfennec, constitue un autre témoin de l'occupation humaine du territoire au Néolithique. Ce menhir de 3,10 mètres de hauteur, à moitié brisé, est signalé en 1883 dans le Bois du Vernie ainsi qu'un dolmen « composé de cinq supports et d'une table de 2 mètres de large sur 2,10 mètres de long », appelé Tael ar Houarenden situé non loin du même bois. Ces mégalithes ont été décrits par Marcel Baudouin au début du XXe siècle, lequel avance aussi des hypothèses concernant leur rôle qu'il suppose être directionnel.

### Antiquité
Plusieurs souterrains datant de l'âge du fer sont parvenus jusqu'à nous. Au moins deux ont été explorés par des archéologues, un à Kervignac, un autre au Hellès. D'autres ont été signalés, à Couffignec, et près de la route de Corlay, un peu avant la route de Kerfanc.
À l'époque gauloise le territoire de Plussulien était à la limite des territoires des Coriosolites, au nord et à l'est, des Vénètes, au sud, et des Osismes, à l'ouest.
Des traces d'un habitat gallo-romain ont été trouvées au Nivizit.

### Moyen-Âge
Plussulien est une ancienne paroisse de l'Armorique primitive qui englobait jadis outre Plussulien, les anciennes paroisses ou trèves de Laniscat, Rosquelfen (désormais en Laniscat), Saint-Igeaux, Saint-Gelven, Saint-Mayeux, Saint-Gilles-Vieux-Marché et Caurel.
La première mention de Plussulien date de 1161 et se trouve dans une charte de l'abbaye Sainte-Croix de Quimperlé. La paroisse dépendait de l'évêché de Cornouaille et de l'archidiaconé du Poher.
La première église paroissiale (dénommée Saint-Sulian dans un document datant de 1321) et la première chapelle de Séléden (ou Seleden), édifiée probablement par les Templiers, furent détruites toutes les deux pendant la Guerre de succession de Bretagne. Le 22 avril 1392 le pape Boniface IX accorda par une bulle pontificale des indulgences pour ceux qui participeraient à la reconstruction de la chapelle.
Selon un aveu de 1471 la châtellenie de Corlay, un des trois membres de la vicomté de Rohan comprenait 12 paroisses ou trèves : « Corlé [Corlay]  (résidence seigneuriale), Saint-Martin-des-Prés, Merléac, le Quilio, Saint-Mayeuc, Saint-Gilles-Vieux-Marché, Caurel, Laniscat, Saint-Guelven, Rosquelfen, Saint-Igeau, Plussulien ».

### Temps modernes
Avant la Révolution, une grande partie de son territoire appartenait à la famille de Rohan. Du point de vue religieux, elle faisait partie du diocèse de Quimper, du point de vue juridique, de la sénéchaussée de Ploërmel, qui elle-même dépendait du présidial de Vannes. Jean Le Tallec a écrit une livre : Un paysan breton sous Louis XIV, où il raconte par le menu l'histoire d'un de ses aïeux qui vivait à Plussulien.
La famille Le Galloudec fut seigneur du Guernic et autres lieux entre 1423 et 1640 (le manoir du Guernic fut construit par cette famille en 1631); la famille Guiler leur succéda. La famille de Kerveno est connue comme seigneur du dit lieu depuis 1412 et jusqu'en 1577, date à laquelle la famille de Keranterff lui succéda, puis la famille Guiler ; les seigneurs de Kermeno jouissaient de prééminences dans l'église paroissiale.

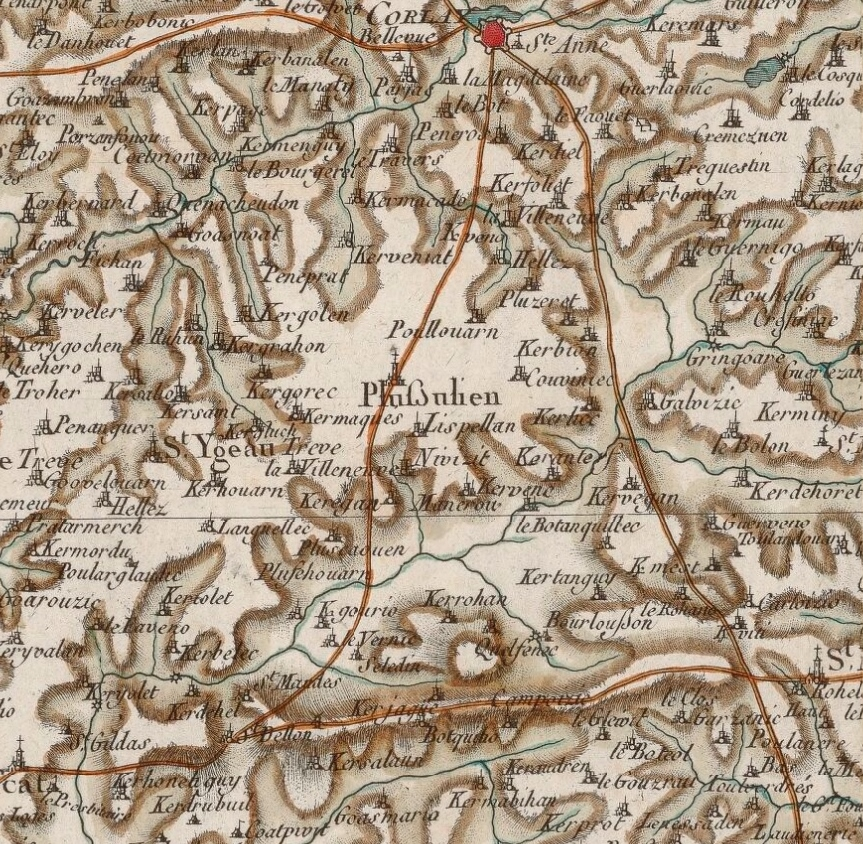
Carte de Cassini de la région de Plussulien (1787).

Le prédicateur Julien Maunoir a prêché une mission à Plussulien en 1648.
Jean-Baptiste Ogée décrit ainsi Plussulien en 1778 :

« Plussulien ; à 18 lieues à l'Est-Nord-Est de Quimper, son évêché ; à 23 lieues de Rennes ; et à 1 lieue de Corlai sa subdélégation. Cette paroisse ressortit à Ploërmel et compte 1 500 communiants : la cure est à l'alternative. Des terres en labeur, des prairies et beaucoup de landes : voilà ce que contient ce territoire. »

Le recteur de la paroisse écrit en 1781 que Douar Santel Plussulian (Terre sainte de Plussulien) « a donné plus de 50 prêtres en 270 ans et qu'en 150 ans on trouve à peine 5 ou 6 naissances illégitimes ».

### Révolution française
Olivier Le Bigaignon, recteur de la paroisse depuis 1773, prêtre réfractaire, émigra en Angleterre. Yves Riou, autre prêtre réfractaire de Plussulien, qui se cachait dans sa famille à Laniscat, fut capturé et emprisonné dans le château d'Uzel, puis à Guingamp ; après la Révolution, il revint à Plussulien et fut recteur de la paroisse jusqu'en 1805, date de sa mort. Pierre Martail, après avoir prêté le serment de fidélité à la Constitution civile du clergé dans un premier temps, se rétracta sur la croix de Sélédin « en versant d'abondantes larmes ».
Julien Félix Le Bail, avocat à la cour, conventionnel, qui habitait le hameau de Kerfanc, fut assassiné le 17 prairial an III (5 juin 1795). Un prêtre du Clandy et un cultivateur du Kroéjo furent aussi exécutés.
La chapelle de Sélédin fut vendue comme bien national à Jérome Menguy et Marie-Jeanne Kerantreff, mariés à Saint-Mayeux en 1803, paysans aisés du village de Kergluche ; ils la rendirent à la fabrique en 1806.

### LeXIXesiècle
A. Marteville et P. Varin, continuateurs d'Ogée, décrivent ainsi Plussulien en 1853 :

« Plussulien : Commune formée de l'ancienne paroisse de ce nom ; aujourd'hui succursale. (...) Principaux villages : la Villeneuve-Volante, Kerfolliat, Kerfanc, Hellès, Coufiniec, Pluzélec, Galvizic, Kerliec, Kerenterf, Kerveno, le Manerou, le Nevizit, Quelfenec, Krohan, Kerjegu, Scledin, le Guernic, Kergourio, Plussanche, Pluscaven, Kersouès, Ville-Neuve-Romany, Kergluche, Kermarquès, Kergolen, Kervingant, Kermacado, Kermenguy, Bourgerel. Superficie totale 2 247 hectares, dont (...) terres labourables 1 503 ha, prés et pâturages 331 ha, bois 8 ha, vergers et jardins 34 ha, landes et incultes} 274 ha (...). Moulins 2 : de Kerveno, de Kergourio ; à eau. Géologie : schiste argileux. On parle le breton. »

Joachim Gaultier du Mottay indique en 1862 que Plussulien dispose d'une école mixte accueillant 50 élèves, qu'on y parle breton et que le territoire possède beaucoup de landes susceptibles d'être cultivées, des terres légères et des prairies naturellement bonnes.
L'église paroissiale Saint-Julien est reconstruite de 1873 à 1875 (le presbytère avait été reconstruit en 1865) ; sa construction nécessita 2629 charretées, principalement de pierres venant de Gouarec et Canihuel, les charrois étant assurés bénévolement par les paysans de Plussulien et des environs. Elle remplace l'église construite au XIVe siècle (qui succédait elle-même à une église construite à la fin du XIVe siècle après la destruction de la précédente. Mais malgré les dons des fidèles et une subvention accordée par le président de la République Mac Mahon, l'argent manqua pour achever le clocher (il fut construit en 1927 et équipé de trois cloches). En juin 1899 la foudre tomba sur l'église, y occasionnant d'importants dégâts
Plussulien était traditionnellement un centre important de fabrication de sabots en bois, et l'est resté jusqu'au milieu du XXe siècle.

### LeXXesiècle

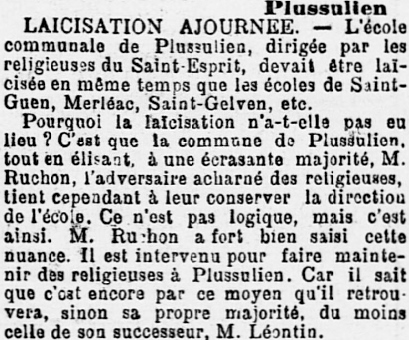
Article du journal L'Ouest-Éclair concernant le report de la laïcisation des écoles de Plussulien en 1903.

#### La Belle Époque
Au début du XXe siècle, une école mixte est tenue par les Sœurs du Saint-Esprit, remplacée en 1910 par deux écoles libres, une pour les garçons et une pour les filles ; une école communale existait également (l'école publique des filles est laïcisée par arrêté préfectoral du 25 août 1906), mais fréquentée seulement par les grands garçons.
En 1911, un groupe de 35 cultivateurs de Plussulien crée un syndicat agricole.
Une fête annuelle était organisée chaque année à Plussulien au mois d'août.

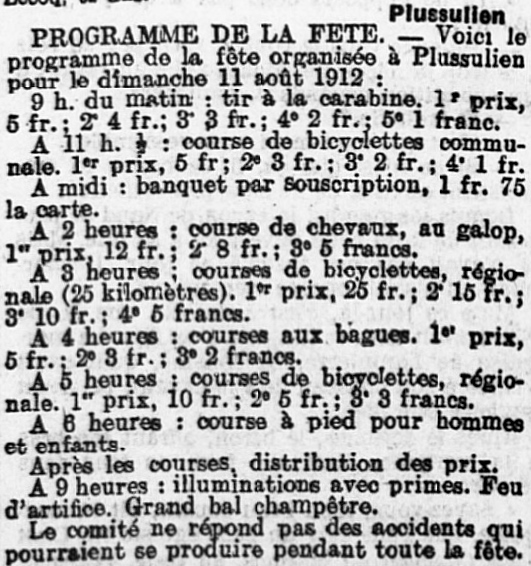
Plussulien : le programme de la fête locale du 11 août 1912 (journal L'Ouest-Éclair).

Des missions étaient périodiquement organisées, par exemple en 1913 ; la dernière fut organisée en 1928.

#### La Première Guerre mondiale
Le monument aux morts de Plussulien porte les noms de 89 soldats morts pour la Patrie pendant la Première Guerre mondiale ; parmi eux 10 sont morts en Belgique dont 7 dès 1914 et les trois autres à Boezinge en 1915 ; 1 (Guillaume Robin) est mort en 1916 en Grèce dans le cadre de l'expédition de Salonique et 1 (Henri Quéré) décédé de maladie le 2 novembre 1918, donc peu avant l'armistice, dans l'actuelle Macédoine du Nord ; Jean Chevance et François Lucas sont morts alors qu'ils étaient prisonniers en Allemagne ; Alain Hamonou est mort en mer en 1918 ; les autres sont morts sur le sol français, dont Léon Julien, soldat au 225e régiment d'infanterie, mort le 25 août 1914 à Boutancourt (Ardennes), décoré de la Médaille militaire et de la Croix de guerre.

#### L'Entre-deux-guerres

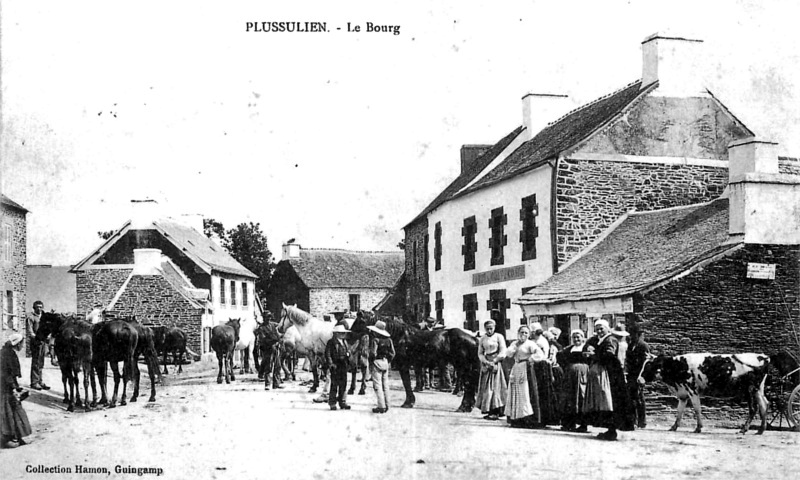
Chevaux dans le bourg de Plussulien vers 1920 (carte postale).

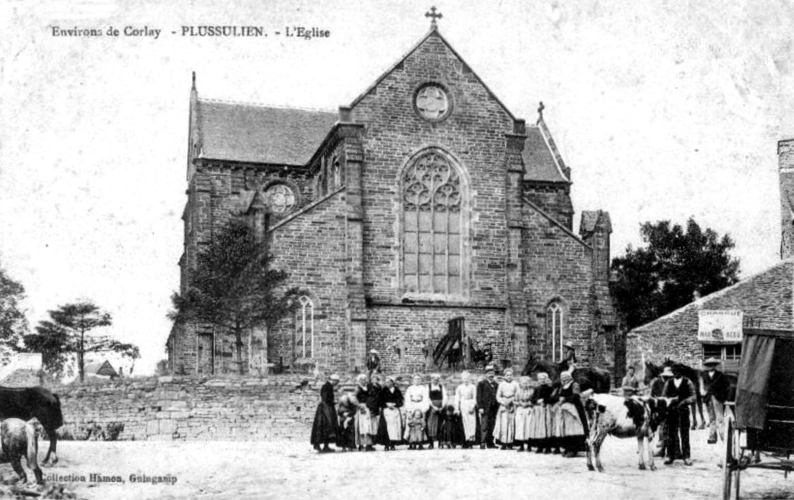
L'église paroissiale Saint-Julien vers 1920 (carte postale).

Le monument aux morts de Plussulien, œuvre de Francis Renaud, est inauguré le 7 septembre 1924 en présence de nombreux notabilités, dont Yves Le Trocquer, en présence d'une foule nombreuse.
Une foire annuelle était organisée à Plussulien chaque dernier lundi d'avril.
Guillaume Gueltas, marsouin au 3e régiment d'infanterie coloniale, est mort pour la France au Maroc vers 1925 dans le cadre de la Guerre du Rif. Par ailleurs, 3 soldats dont les noms sont inscrits sur le monument sont morts à des dates et dans des lieux indéterminés.

#### La Seconde Guerre mondiale
Le monument aux morts de Plussulien porte les noms de 11 personnes mortes pour la France durant la Seconde Guerre mondiale. Parmi eux, François Cozler et Onésime Menguy sont morts au printemps 1940 lors de la Bataille de France ; Pierre Le Borgne et Julien Tréguier sont morts en captivité en Allemagne ; André Prigent est aussi mort en Allemagne, dans des circonstances non précisées ; Julien Oury est mort alors qu'il était un prisonnier de guerre évadé.
Le 26 juin 1944, François Lagadec, Pierre-Marie Turpin et Lucien Quelen, de Plussulien, trois jeunes résistants FFI, qui rapatriaient des armes provenant d'un parachutage en forêt de Duault, furent tués par des soldats allemands à la Croix-Tasset en Peumerit-Quintin.
Un autre parachutage d'armes destinées au bataillon Valmy, (capitaine de Mauduit), qui dépendait de la compagnie FTPF Bir-Hakeim, secteur de Mûr-de-Bretagne, eut lieu à Kergolen.

#### L'après Seconde Guerre mondiale
Georges Jaglin, membre du parti communiste, maire entre 1959 et 1986, fut conseiller général du canton de Corlay entre 1945 et 1949.

## Politique et administration
| Période                                  | Période        | Identité                  | Étiquette     | Qualité |
| ---------------------------------------- | -------------- | ------------------------- | ------------- | --- |
| 1790                                     | 1815           | Denis Kergoët             |               | Laboureur.                                                                                                   |
| 1815                                     | 1836           | Julien Le Bail            |               | |
| 1836                                     | 1848           | Joseph Burlot             |               | |
| 1848                                     | 1851           | Guillaume Prigent         |               | Cultivateur.                                                                                                 |
| 1851                                     | 1860           | Joseph Le Bail            |               | Fils de Julien Félix Le Bail, maire entre 1815 et 1836.                                                      |
| 1860                                     | 1862           | Mathurin Martel [Martail] |               | Cultivateur.                                                                                                 |
| 1862                                     | 1874           | Mathurin Burlot           |               | |
| 1874                                     | 1876           | Pierre Le Pommellec       |               | |
| 1876                                     | 1888           | Guillaume Prigent         |               | |
| 1888                                     | 1892           | Mathurin Burlot           |               | Cabaretier.                                                                                                  |
| 1892                                     | 1912           | Joseph Le Bail            |               | |
| 1912                                     | 1945           | Pierre-François Sérandour | Parti radical | Cultivateur. Député entre 1924 et 1928. Père de Pierre Sérandour, député entre 1936 et 1940.                 |
| 1945                                     | 1947           | Alain Le Cam              | PCF           | Cultivateur, résistant                                                                                       |
| 1947                                     | 1949           | Pierre-François Sérandour |               | |
| 1949                                     | 1959           | Jean Rolland              |               | Le remembrement eut lieu sous ses mandats, ainsi que l'agrandissement de l'école publique, qui devint mixte. |
| 1959                                     | 1986           | Georges Jaglin            |               | Cultivateur. Conseiller général du canton de Corlay entre 1945 et 1949                                       |
| 1986                                     | 1995           | Jean Le Pommellec         |               | |
| 1995                                     | 1997           | Marie-Thérèse Nicolas     |               | Démissionnaire en 1997.                                                                                      |
| 1997                                     | 2008           | Joël Belœil               |               | |
| mars 2008                                | septembre 2024 | Gilles Thomas             | PCF           | Agriculteur.                                                                                                 |
| décembre 2024                            | en cours       | Claudine Brossard         |               | |
| Les données manquantes sont à compléter. |                |                           |               | |

## Démographie
L'évolution du nombre d'habitants est connue à travers les recensements de la population effectués dans la commune depuis 1793. Pour les communes de moins de 10 000 habitants, une enquête de recensement portant sur toute la population est réalisée tous les cinq ans, les populations de référence des années intermédiaires étant quant à elles estimées par interpolation ou extrapolation. Pour la commune, le premier recensement exhaustif entrant dans le cadre du nouveau dispositif a été réalisé en 2007.

En 2022, la commune comptait 507 habitants, en évolution de +3,05 % par rapport à 2016 (Côtes-d'Armor : +1,78 %, France hors Mayotte : +2,11 %).
| 1793  | 1800 | 1806  | 1821  | 1831  | 1836  | 1841  | 1846  | 1851  |
| ----- | ---- | ----- | ----- | ----- | ----- | ----- | ----- | ----- |
| 1 345 | 740  | 1 234 | 1 214 | 1 502 | 1 688 | 1 567 | 1 548 | 1 638 |

| 1856  | 1861  | 1866  | 1872  | 1876  | 1881  | 1886  | 1891  | 1896  |
| ----- | ----- | ----- | ----- | ----- | ----- | ----- | ----- | ----- |
| 1 522 | 1 499 | 1 510 | 1 376 | 1 412 | 1 428 | 1 429 | 1 395 | 1 340 |

| 1901  | 1906  | 1911  | 1921  | 1926  | 1931  | 1936  | 1946 | 1954 |
| ----- | ----- | ----- | ----- | ----- | ----- | ----- | ---- | ---- |
| 1 372 | 1 375 | 1 334 | 1 274 | 1 171 | 1 117 | 1 025 | 955  | 883  |

| 1962 | 1968 | 1975 | 1982 | 1990 | 1999 | 2006 | 2007 | 2012 |
| ---- | ---- | ---- | ---- | ---- | ---- | ---- | ---- | ---- |
| 860  | 761  | 707  | 660  | 596  | 515  | 491  | 488  | 508  |

| 2017 | 2022 | - | - | - | - | - | - | - |
| ---- | ---- | - | - | - | - | - | - | - |
| 487  | 507  | - | - | - | - | - | - | - |

Comme beaucoup de communes rurales de la Bretagne centrale, Plussulien accueille de nombreux Anglais, une vingtaine de familles environ, dont quatre ou cinq sont là à plein temps.

## Enseignement
En 1990, les deux communes de Plussulien et Saint-Mayeux ont mis en place un Regroupement pédagogique intercommunal (RPI) avec deux classes à Plussulien (école primaire) et une ä Saint-Mayeux (maternelle) ; la suppression d'une classe de l'école primaire (désormais une seule classe avec les cinq niveaux) à la rentrée 2024  a été décidée en dépit de la mobilisation des parents d'élèves et des élus (démission du maire de Plussulien, Gilles Thomas, et de six conseillers municipaux, en septembre 2024). À la suite des élections municipales complémentaires rendues nécessaires par ces démissions, Claudine Brossard a été élue maire le 3 décembre 2024.

## Économie
La production de la commune est essentiellement agricole : porcs, lait, œufs, bovins. Sa production végétale est surtout destinée à la consommation animale : blé, maïs, colza. Il se fait aussi un peu de production végétale destinée à la consommation humaine : petits pois, haricots.
Équipements collectifs : mairie, église, chapelle, école, terrain de foot, terrain de tennis, jeux de boules, salle des fêtes, salle polyvalente.
Commerces : boulangerie, bistrot, jardinerie, marbrerie funéraire.
Artisans : maçon, couvreur, entretien d'espaces verts, coiffeur, électricien. Mais il n'y a plus de sabotiers, ni de forgeron, ni de bourrelier.

## Lieux et monuments
Une vidéo présente les lieux et monuments de Plussulien :
- Vidéo présentant Plussulien.

- Église paroissiale Saint-Julien ; l'église actuelle a été construite entre 1873 et 1875 ; en forme de croix latine, elle possède une nef et des bas-côtés constitués de trois travées ; sa maîtresse-vitre du XVIe siècle est un réemploi de l'église antérieure, de même que plusieurs statues, notamment celles de saint Julien, saint Pierre, saint Meriadec, saint Cornély, Notre-Dame-de-Pitié, etc..
- Croix de cimetière, inscrite au titre des monuments historiques par arrêté du 27 mars 1926[54].

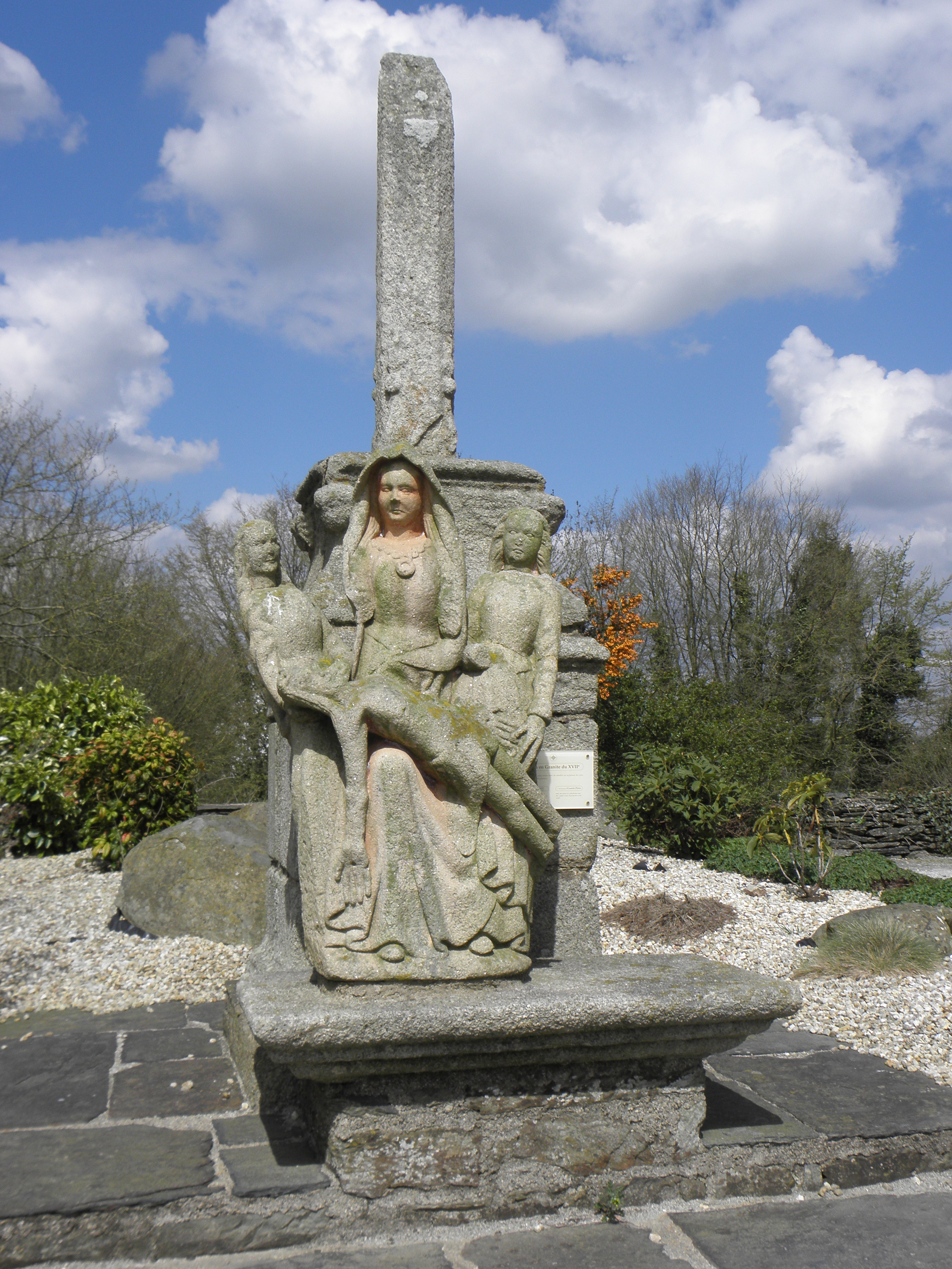
Pietà et croix du XVIIIe siècle sises place du bourg à Plussulien.

- Chapelle Notre-Dame de Séléden, inscrite au titre des monuments historiques par arrêté du 27 mars 1926[55]. La chapelle date de 1392 et a été restaurée après un incendie en 1783 ; sur le fût de la croix se trouvent trois écussons de la famille Galloudec.

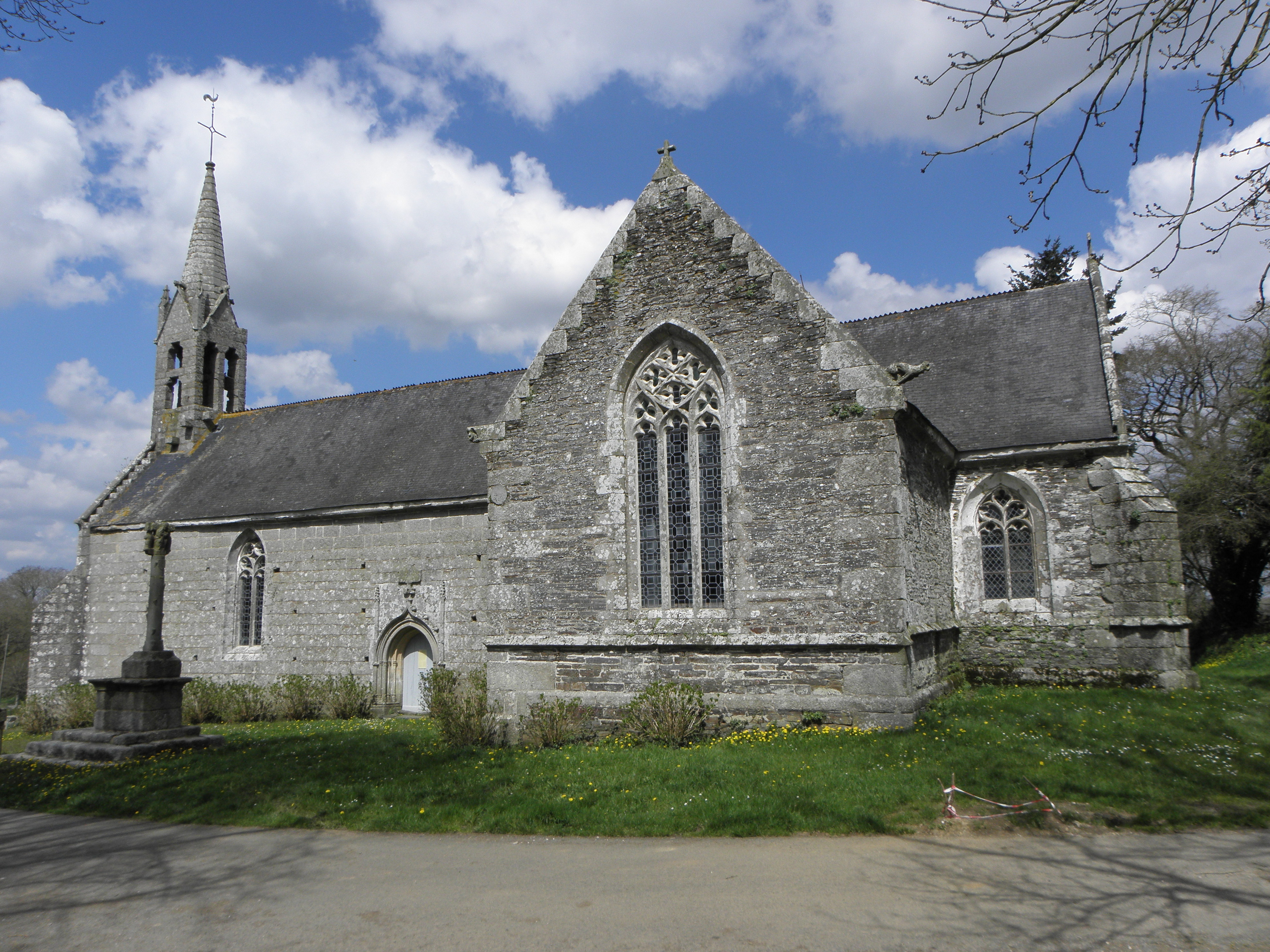
Chapelle Notre-Dame de Séléden : vue extérieure d'ensemble.
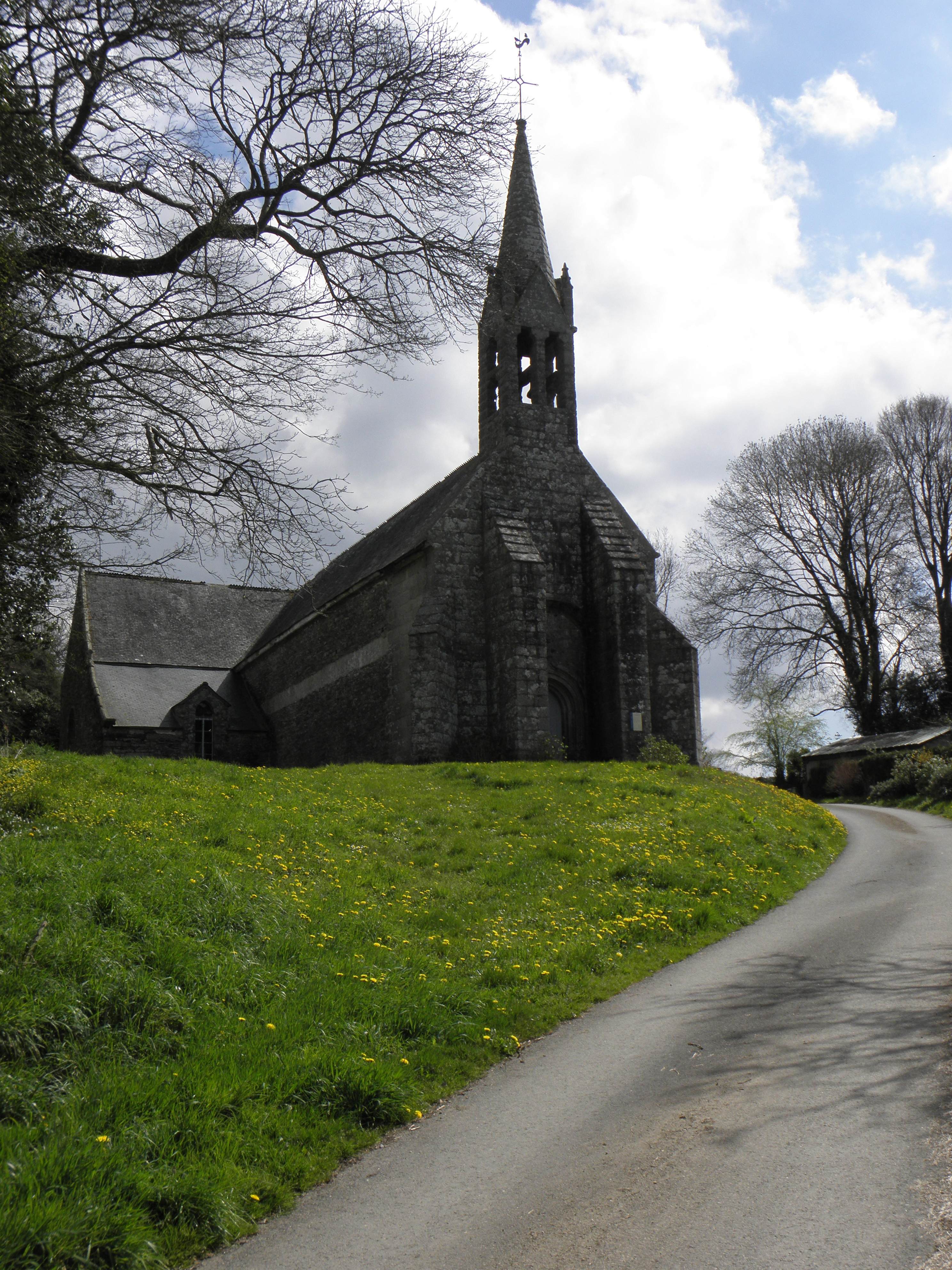
Chapelle Notre-Dame de Séléden : façade occidentale.
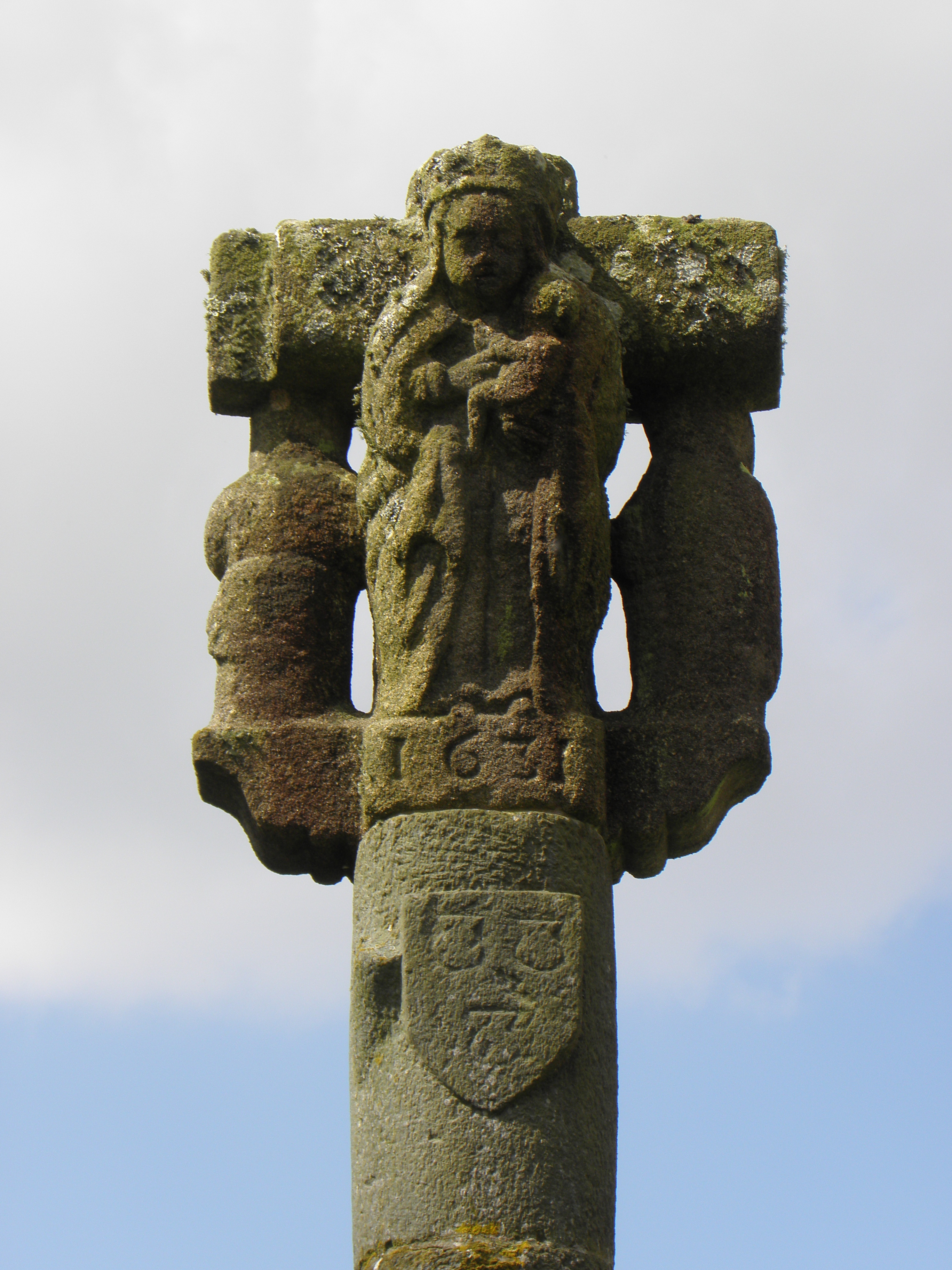
Croix de Sélédin : partie sommitale, une des faces (Vierge à l'Enfant).
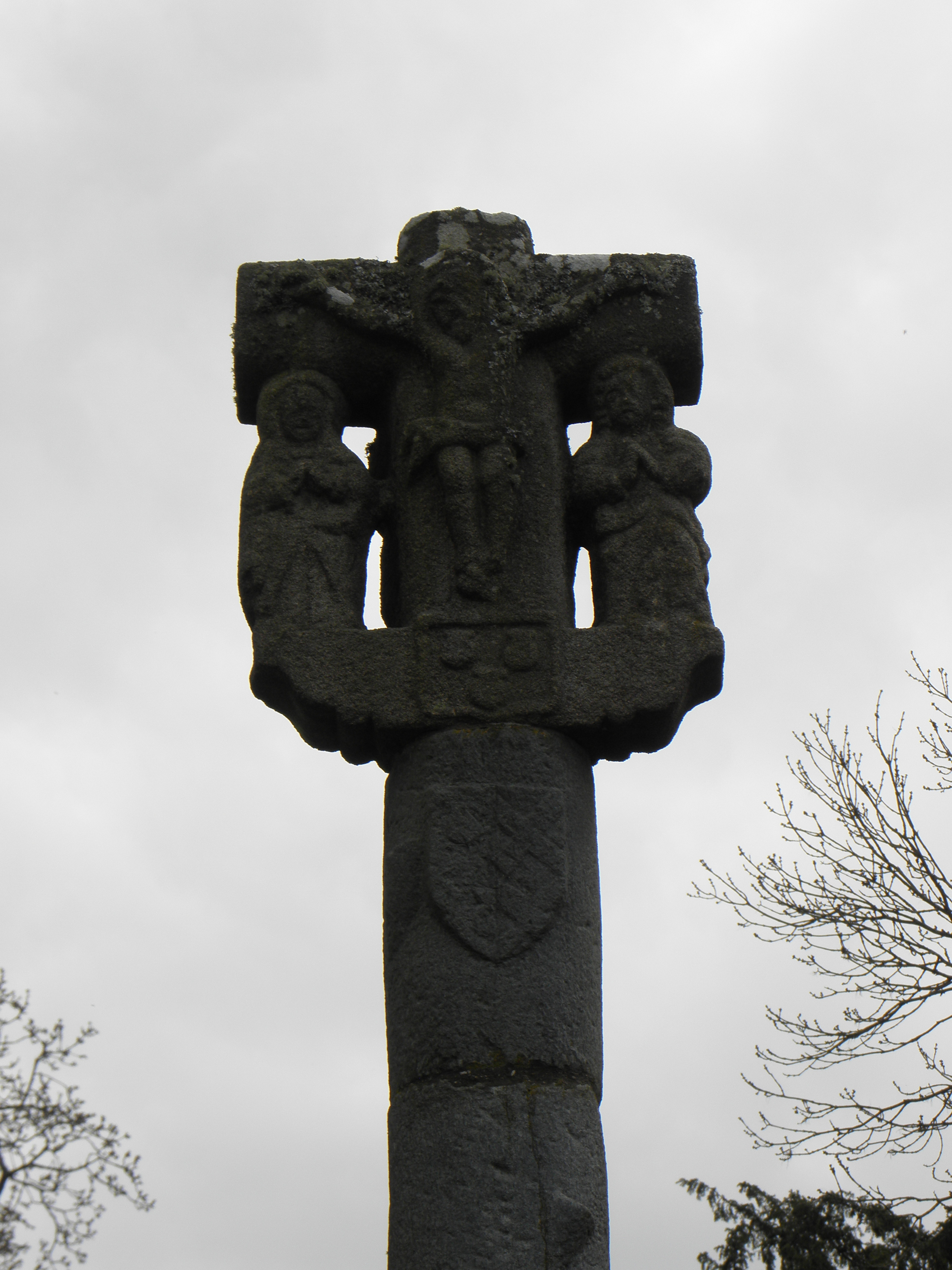
Croix de Sélédin : partie sommitale, une des faces (Crucifixion).

- Croix de carrefour : croix mérovingienne de La Villeneuve-Volante (Villeneuve-Volante, quel drôle de nom, en fait ce nom est une déformation-traduction de Guer nevez Lann: « nouveau village des Landes », le .vez lann a donné « Volante », allez savoir pourquoi ?), croix de Kermenguy, croix de Kergluche, croix de Couffignec, croix du Clandy (1766, c'est marqué dessus), croix de Croaz-nevez, près de la jardinerie, qui doit être récente si on se fie à son nom. De la croix du Hellés, il ne reste plus que le piédestal.
- Quelfennec, site archéologique découvert en 1964.

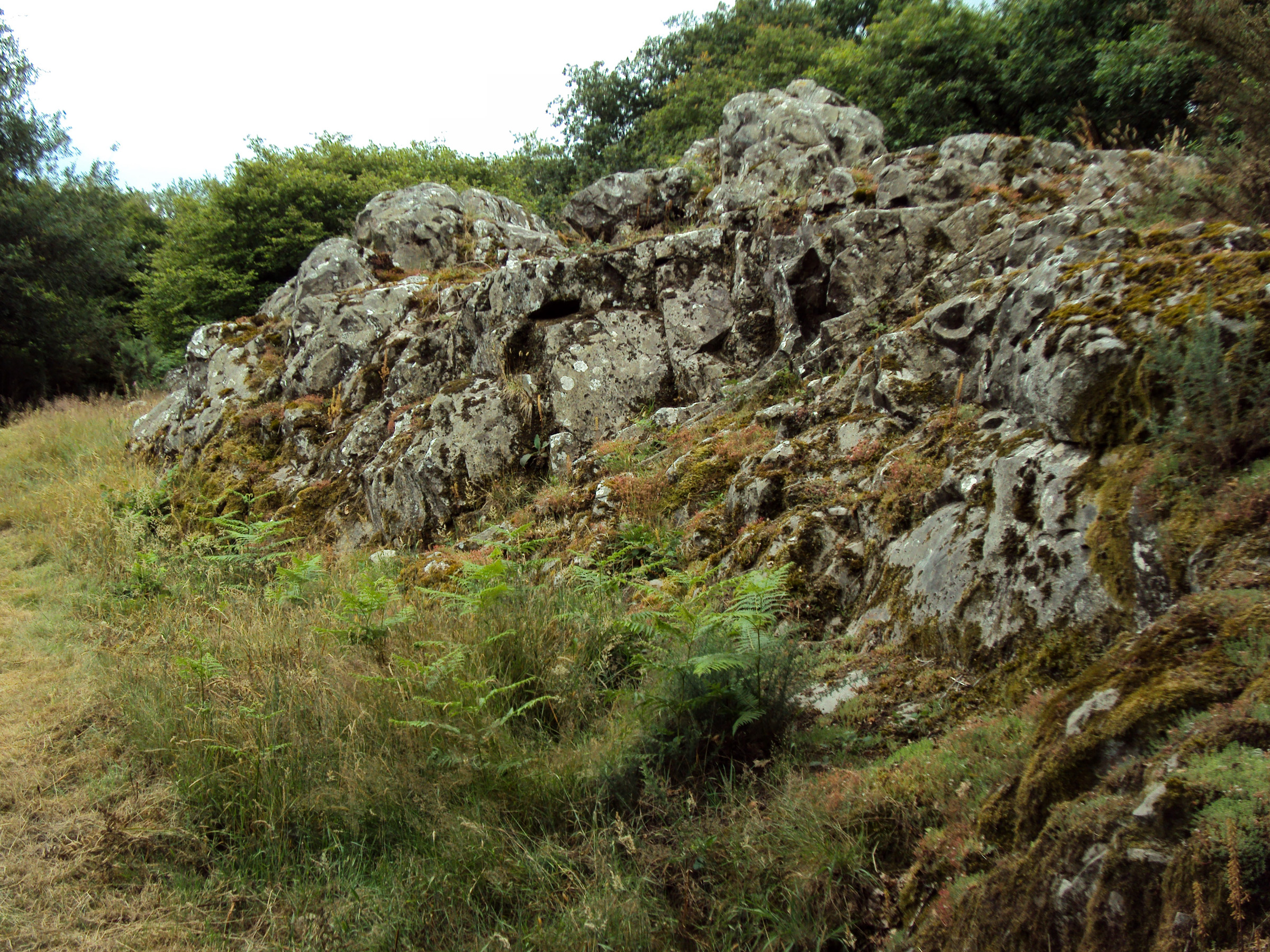
Quelfennec : carrière de pierre datant du Néolithique.
- Vidéo présentant le site de Quelfennec.

- Les manoirs du Guernic et de Kerveno.